# Bitwa pod Rajskiem
Bitwa pod Rajskiem, Bitwa o Rajsko – walki w dniu 4 września 1939 roku we wsi Rajsko pod Oświęcimiem, pomiędzy wojskami Wehrmachtu, a wojskami polskimi. Była to jedna z bitew granicznych wojny obronnej Polski w 1939 roku.
Na mapce, prezentującej siły polskie i niemieckie we wrześniu 1939, Rajsko znajduje się w połowie odcinka Pszczyna – Zator, 3 kilometry na północ od tej linii.
Po stronie polskiej, pod dowództwem majora Piotra Ryby (nominalnie dowódcy I batalionu 16 pułku piechoty) walczyli żołnierze I i IV batalionu oraz plutonu przeciwpancernego z 16 pułku piechoty, bateria artylerii z 6 pułku artylerii lekkiej, trzy plutony kompanii ON (Obrony Narodowej) „Kęty” oraz żołnierze z innych oddziałów (12 i 20 pułku piechoty).
Po stronie niemieckiej, pod dowództwem generała Heinricha von Vietinghoffa, w walkach brały udział jednostki 5 Dywizji Pancernej, wchodzącej w skład VIII Korpusu Armijnego, Grupa Armii „Süd” (południe).

## Przed bitwą
Grupa majora Ryby wycofywała się (zgodnie z rozkazami dowództwa Armii „Kraków”) w kierunku na wschód, do Zatora. Rankiem 3 września zatrzymała się w lasach obok wsi Międzyrzecze. Niemieckie, szybsze w marszu, oddziały 5 Dywizji Pancernej, czekały na przeprawę przez Wisłę. Niemcy zauważyli Polaków i wywiązała się walka. Niemcy atakowali las nawałą ognia artyleryjskiego, jednak do zapadnięcia zmroku nie udało się im go zdobyć. Polacy rozpoczęli marsz około godziny 22. W nocy grupa polska przebyła Wisłę we wsi Wola, następnie przeszła przez Harmęże (później jeden z podobozów KL Auschwitz) i ostrożnie przez nasyp kolejowy trasy Oświęcim – Czechowice. Na ich trasie znalazła się wieś Rajsko.

## Bitwa
Dowódca stwierdził, że najbezpieczniejszą i najkrótszą drogą jest przejście przez park dworski. W obrębie zabudowań znajdował się pałacyk oraz folwark. Około godziny 4 rano wywiązała się ostra walka z silnymi strażami niemieckimi – w pałacyku znajdowało się miejsce postoju sztabu całej 5 Dywizji Pancernej, z generałem von Viettinghofem na czele. Niemcy bronili się, walcząc o swoje dowództwo i wzywając na pomoc posiłki, również te, które już były dalej na wschód, w kierunku Krakowa. Polakom przy użyciu granatów udało się opanować zabudowania folwarczne. Niemcy stracili 3 oficerów (według niemieckich źródeł 2 kapitanów) i 13 szeregowców. Jednak wezwane posiłki i ich przewaga czyniły sytuację niemożliwą do wygrania dla strony polskiej.
Major Ryba nakazał odwrót w kierunku południowym, aby następnie skręcić na wschód, do rzeki Soły. Śluzy rzeki (w Porąbce) zostały podniesione po wybuchu wojny, celem utrudnienia Niemcom przepraw. Niestety to samo dotknęło grupę majora Ryby. Około godziny 7 zostali przyparci do brzegów rzeki i otoczeni, w pobliżu miejscowości Osiek. Ataki Niemców, otoczenie oraz kończąca się amunicja zmuszały żołnierzy do przeprawy. Żołnierze również w wodzie znajdowali się pod ogniem wroga. Około godziny 10 walki się skończyły.

## Po bitwie
Wielu Polaków utonęło. Pozostałych przy życiu i rannych przeciwnik wziął do niewoli. Nieliczni przeżyli i uniknęli złapania (w tym dowódca). Według niektórych źródeł w czasie walk poległo 83 żołnierzy polskich, nie licząc tych, którzy utonęli oraz 7 mieszkańców Rajska. Ciała 11 topielców zostały znalezione na wale, na prawym brzegu Soły i tam na miejscu pochowane (wiosną 1948 roku zwłoki ekshumowano do wspólnej mogiły na cmentarzu parafialnym w Oświęcimiu).
Major Piotr Ryba wraz z ocalałymi żołnierzami zameldował się generałowi Bernardowi Mondowi (dowódcy 6 DP) i razem z 6 DP kontynuowali szlak wrześniowy.
Niemiecka 5 Dywizja Pancerna była główną siłą, która spowodowała przerwanie polskich pozycji obronnych w Bitwie pszczyńskiej, i tym samym zagrożenie dla centrum Armii „Kraków”. Bitwa pod Rajskiem jest w Polsce mniej znana, niż w Niemczech. Historycy i żołnierze niemieccy określają ją nazwą „bój pod Oświęcimiem”.
Pomniki ku czci żołnierzy znajdują się w Brzeszczach na cmentarzu komunalnym (pomnik „Żołnierzy Wojska Polskiego poległych we wrześniu 1939 r. w bitwie pod Rajskiem”) oraz w Rajsku (tablica pamiątkowa).